# Bruan
Bruan is een kustdorp in de Schotse lieutenancy Caithness in het raadsgebied Highland in de buurt van Lybster.